# Várad, Baranya
Várad este un sat în districtul Szigetvár, județul Baranya, Ungaria, având o populație de 113 locuitori (2011). 

## Demografie
Componența etnică a satului Várad
     Maghiari (84,5%)
     Romi (15,5%)
Componența confesională a satului Várad
     Romano-catolici (68,14%)
     Fără religie (15,93%)
     Reformați (11,5%)
     Necunoscută (4,42%)
Conform recensământului din 2011, satul Várad avea 113 locuitori. Din punct de vedere etnic, majoritatea locuitorilor (84,5%) erau maghiari, cu o minoritate de romi (15,5%).  Din punct de vedere confesional, majoritatea locuitorilor (68,14%) erau romano-catolici, existând și minorități de persoane fără religie (15,93%) și reformați (11,5%). Pentru 4,42% din locuitori nu este cunoscută apartenența confesională.